# Барійський емірат
Барійський емірат (араб. مارة باري) — короткочасна ісламська держава в Апулії, на території сучасної Італії, під владою неарабів, ймовірно, берберів і чорношкірих африканців. Контрольований з південноіталійського міста Барі, він був заснований близько 847 року, коли регіон був захоплений у Візантійської імперії, але, в свою чергу, був завойований у 871 році армією короля Італії Людовика II.

## Передумови
Барі вперше став об'єктом набігів Аглабідів наприкінці 840 або на початку 841 року, коли він був ненадовго окупований. Згідно з Аль-Баладхурі, Барі був завойований у Візантійської імперії близько 847 року Калфуном, мавлою (можливо, слугою чи біглим рабом) африканського еміра Аглабідів. Калфун (Халфун), ймовірно, мав берберське походження, можливо, був вихідцем із Сицилійського емірату. Сучасні мусульмани вважали це завоювання неважливим, оскільки його здійснила незначна особа без підтримки будь-якої мусульманської держави. Однак наступник Калфуна Муфарраг ібн Саллам надіслав запити аббасидському халіфу аль-Мутаваккілю в Багдаді, а також його губернатору провінції Єгипет з проханням визнати завоювання титулом валі, губернатора, який керував провінцією халіфату, який був надано. Муфарраг розширив вплив мусульман і розширив територію емірату.

## Правління Савдана
Третім і останнім еміром Барі був Саудан, який прийшов до влади близько 857 року після вбивства свого попередника Муфаррага. Він вторгся на землі лангобардського Беневентського князівства, змусивши князя Адельчіза платити данину. У 864 році він нарешті отримав офіційну інвеституру, яку спочатку просив Муфарраг. У середині 860-х років франкський чернець на ім'я Бернард і двоє його супутників зупинилися в Барі під час паломництва до Єрусалиму. Вони успішно звернулися до Саудана з проханням отримати листи про безпечну поведінку на всьому шляху через Єгипет і Святу землю. Згідно з Itinerarium Bernardi, записом Бернарда про подію, Барі, civitatem Sarracenorum, раніше належав «беневентцям».
Єврейська хроніка Ахімааза повідомляє, що Савдан, останній емір Барі, мудро правив містом і був у хороших стосунках з видатним єврейським ученим Абу Аароном. Християнські чернечі хроніки, однак, зображують еміра як nequissimus ac sceleratissimus : «найнеможливіший і нечестивий». Набіги мусульман на християн не припинялися під час правління Савдана. Є докази високої цивілізації в Барі на даний момент. Джозуе Муска припускає, що емірат був благом для регіональної економіки, і що в цей час процвітала работоргівля, торгівля вином і керамікою. При Савдані місто Барі було прикрашене мечеттю, палацами та громадськими спорудами.
У 859 році Ламберт I Сполетський приєднався до Герарда, графа Марсі, Майелпото, гастальда Телезе, і Вандельберта, гастальда Бояно, щоб запобігти повторному входу Савдана до Барі після кампанії проти Капуї та Терра ді Лаворо . Незважаючи на кровопролитну битву, емір успішно увійшов до своєї столиці.
Емірат Барі проіснував досить довго, щоб налагодити відносини зі своїми християнськими сусідами. Відповідно до Chronicon Salernitanum, посли (legati) були відправлені в Салерно, де вони зупинилися в єпископському палаці, на великий розчарування єпископа. Барі також служив притулком для принаймні одного політичного суперника імператора Людовика II, жителя Сполето, який втік до нього під час повстання.

## Падіння

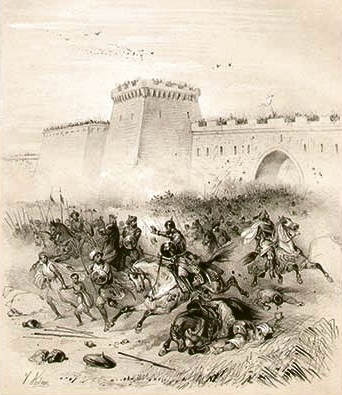
Спільне взяття Барі франко-лангобардськими військами під керівництвом імператора Людовика II у 871 році.

У 865 році Людовик II, можливо, під тиском церкви, яка завжди відчувала невдоволення мусульманською державою на території Італії, видав капітулярію, закликаючи вояків північної Італії зібратися в Лучері навесні 866 року для штурму Барі. З тогочасних джерел невідомо, чи ця сила коли-небудь йшла походом на Барі, але влітку того ж року імператор подорожував Кампанією зі своєю імператрицею Енгельбергою і отримав наполегливі спонукання від лангобардських князів — Адельчіза з Беневенто, Гвайфера з Салерно та Ландульфа II Капуанського — знову атакувати Барі.
Лише навесні 867 року Людовик розпочав дії проти емірату. Він негайно обложив Матеру та Орію, нещодавно завойовані, і спалив першу. Орія була процвітаючою місцевістю до мусульманського завоювання; Таким чином, Барбара Кройц припускає, що Матера чинила опір Людовику, тоді як Орія вітала його: перша таким чином була зруйнована. Можливо, це призвело до розриву зв'язку між Барі та Таранто, іншим полюсом мусульманської влади на півдні Італії. Людовик встановив гарнізон у Канозі на кордоні між Беневенто та Барі, але пішов до першого до березня 868 року. Ймовірно, приблизно в цей час Людовик вступив у переговори з новим візантійським імператором Василем I. Шлюб між дочкою Людовика та старшим сином Василя, Костянтином, ймовірно, обговорювався в обмін на допомогу візантійського флоту у взятті Барі. Chronicon Salernitanum непослідовно приписує ініціативу таких переговорів Людовику, а потім Василю.
Спільна атака була запланована на кінець літа 869 року, і Людовик залишився в Беневенто, плануючи її аж до червня. Візантійський флот — з чотирьох сотень кораблів, якщо вірити Annales Bertiniani — прибув під командуванням Никити Орифа з надією, що Людовик негайно видасть свою дочку. Він відмовився це зробити з невідомої причини, але, можливо, через те, що Никита відмовився визнати його імператорський титул, оскільки Людовик пізніше згадує в листі про «образливу поведінку» полководця. Можливо, втім, просто флот прибув занадто пізно восени.
У 870 році мусульмани-баріоти активізували свої набіги, дійшовши до того, що спустошили півострів Гаргано, включаючи знамените святилище Монте-Сант-Анджело. Імператор Людовик організував відповідь, пробившись углиб Апулії та Калабрії, але обійшовши великі населені пункти, такі як Барі чи Таранто. Кілька міст, очевидно, було звільнено від мусульманського контролю, а різноманітні мусульманські загони, які зустрічалися, зазнали повної поразки. Ймовірно, підбадьорений цими успіхами, Людовик напав на Барі з сухопутними силами франків, германців і лангобардів і за допомогою флоту склавинів. У лютому 871 року цитадель впала, Савдан був схоплений і доставлений до Беневенто в кайданах. Повідомлення, знайдене в De Administrando Imperio Костянтина Багрянородного про те, що візантійці зіграли головну роль у падінні міста, є, ймовірно, вигадкою. В облозі арабського Барі (868—871) брав участь хорватський князь Домагой з флотом Рагузи, який, згідно з Костянтином VII, перевіз хорватів та інших архонтів слов'ян на своїх кораблях до Лангобардії.

## Список емірів
- Кальфун (Халфун), 841– прибл. 852
- Муфарраг ібн Саллам, прибл. 852– прибл. 857
- Савдан (Sawdān), прибл. 857—871

### Першоджерела
У розділі «Джерела лангобардської історії» в Institut für Mittelalter Forschung доступні такі матеріали: Дивіться також лист імператора Людовика II до імператора Василя I, написаний у 871 році після взяття Барі, в англійському перекладі .

### Вторинні джерела
- Bondioli, Lorenzo M. (2018). Islamic Bari between the Aghlabids and the Two Empires. У Glaire D. Anderson; Corisande Fenwick; Mariam Rosser-Owen (ред.). The Aghlabids and Their Neighbors: Art and Material Culture in Ninth-Century North Africa. Brill. с. 470—490.
- Di Branco, Marco; Wolf, Kordula. (2013) "Berbers and Arabs in the Maghreb and Europe, medieval era". The Encyclopedia of Global Human Migration, ed. Immanuel Ness, vol. 2. Chichester, pp. 695–702.
- Kreutz, Barbara M. (1996) Before the Normans: Southern Italy in the Ninth and Tenth Centuries. Philadelphia: University of Pennsylvania Press. ISBN 0-8122-1587-7.
- Musca, Giosuè (1964). L'emirato di Bari, 847–871. (Università degli Studi di Bari Istituto di Storia Medievale e Moderna, 4.) Bari: Dedalo Litostampa.
  - Drew, K. F. (1965) Review of L'emirato di Bari, 847–871, Giosuè Musca. The American Historical Review, 71:1 (Oct.), p. 135.
  - Krueger, Hilmar C. (1966) Review of L'emirato di Bari, 847–871, Giosuè Musca. Speculum, 41:4 (Oct.), p. 761.